# Piekiełko (Kraków)
Piekiełko – obszar Krakowa wchodzący w skład Dzielnicy XVIII Nowa Huta. Do 1951 r. było niewielką wsią.